# Ставка (газета)
«Ставка» — щоденник, видання Головного Інформаційного Бюро Армії УНР, виходив у 1918—1920 роках у Фастові та Києві (1918), Кам'янці-Подільському (1919) і Вінниці. 
З 1 січня 1919 змінила назву на «Українська Ставка».
Редакторами були Никифір Григоріїв (1918),  Д. Будка (1919-1920).